# The Times They Are a-Changin’ (album)
The Times They Are a-Changin’ – trzeci w karierze album studyjny Boba Dylana, wydany w 1964 roku przez Columbia Records.
Jest to pierwsza płyta artysty wypełniona w całości własnymi kompozycjami, poruszającymi problemy rasizmu, biedy, zmian społecznych i obyczajowych w Stanach Zjednoczonych.
Dylan rozpoczął prace nad tym albumem 6 września 1963 w Nowym Jorku. Odbyły się wówczas dwie sesje nagraniowe. Producentem całego albumu był Tom Wilson. Trzecia sesja odbyła się 12 września. Do czasu kolejnych nagrań nad albumem Dylan wystąpił na kilku koncertach z Joan Baez, przez co stał się bardziej widoczny w mediach. Kolejne sesje odbyły się 23 i 24 października (nagrano wówczas utwór „The Times They Are a-Changin’”). Podczas ostatniej, szóstej, sesji 31 października zakończono prace nad całą płytą.

## Lista utworów
| 1.  | „The Times They Are a-Changin’”        | 3:15  |
|     |                                        |       |
| 2.  | „Ballad of Hollis Brown”               | 5:06  |
|     |                                        |       |
| 3.  | „With God on Our Side”                 | 7:08  |
|     |                                        |       |
| 4.  | „One Too Many Mornings”                | 2:41  |
|     |                                        |       |
| 5.  | „North Country Blues”                  | 4:35  |
|     |                                        |       |
| 6.  | „Only a Pawn in Their Game”            | 3:33  |
|     |                                        |       |
| 7.  | „Boots of Spanish Leather”             | 4:40  |
|     |                                        |       |
| 8.  | „When the Ship Comes In”               | 3:18  |
|     |                                        |       |
| 9.  | „The Lonesome Death of Hattie Carroll” | 5:48  |
|     |                                        |       |
| 10. | „Restless Farewell”                    | 5:32  |
|     |                                        |       |
|     |                                        | 45:36 |
|     |                                        |       |

## Twórcy
- Bob Dylan – śpiew, gitara akustyczna, harmonijka ustna